# Lipina (województwo podlaskie)

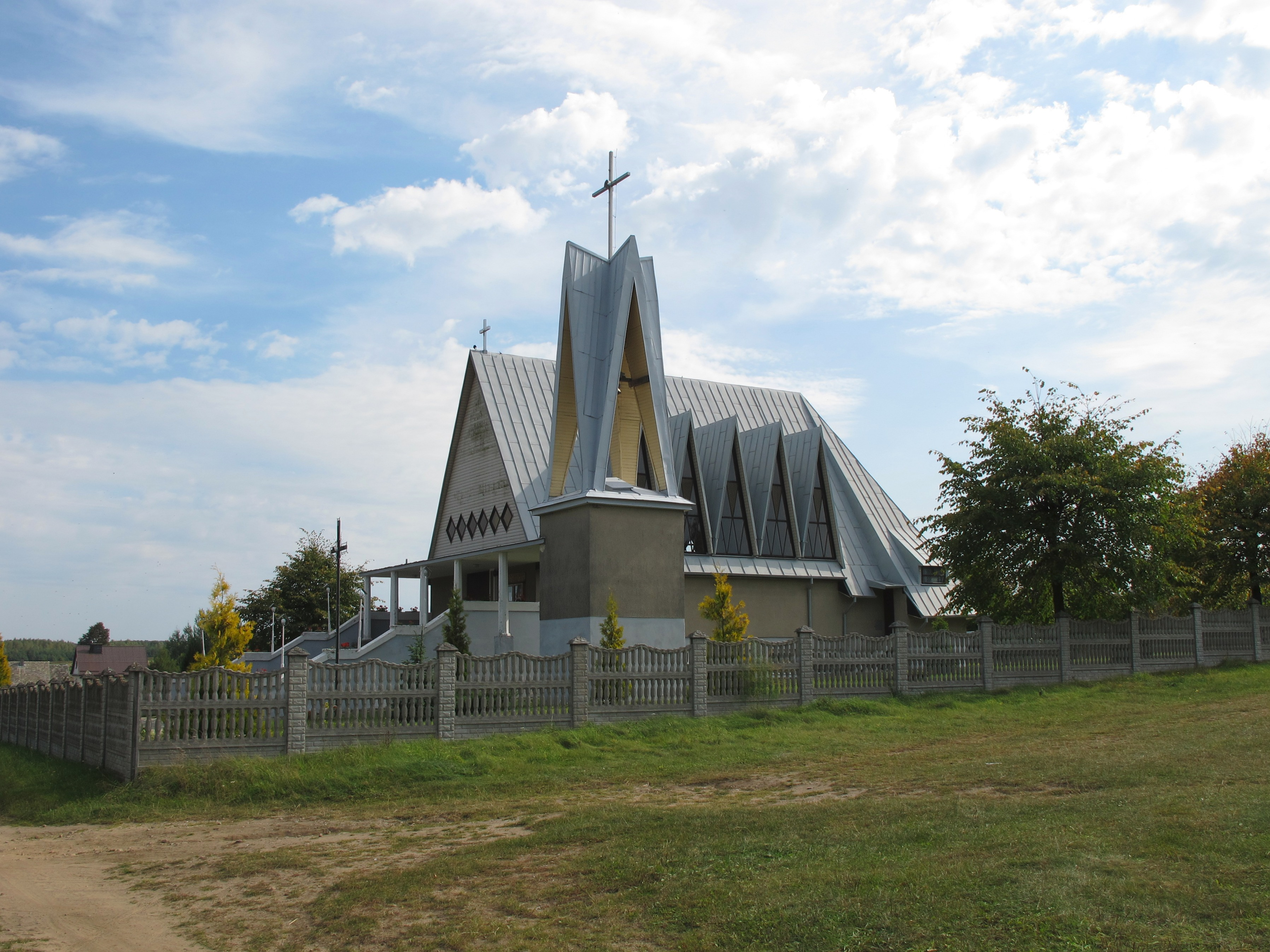
Kościół pw. Matki Bożej Nieustającej Pomocy we wsi

Lipina – wieś w Polsce położona w województwie podlaskim, w powiecie sokólskim, w gminie Sokółka.
| SIMC    | Nazwa     | Rodzaj    |
| ------- | --------- | --------- |
| 0040324 | Podlipina | część wsi |

Wieś leśnictwa sokólskiego w ekonomii grodzieńskiej w drugiej połowie XVII wieku. Wieś królewska ekonomii grodzieńskiej położona była w końcu XVIII wieku w powiecie grodzieńskim województwa trockiego. W latach 1975–1998 miejscowość administracyjnie należała do województwa białostockiego.
Dawna wieś chłopów królewskich folwarku Łaźnisk, z pierwszą wzmianką z 1783 r., z początkami wsi we włókach leśnych na skraju Puszczy Sokólskiej oddawanych przez króla w dożywocie.
Lipina jest jedną z największych wsi w gminie Sokółka. Leży na skraju Puszczy Knyszyńskiej. Nazwa wsi pochodzi od licznych lip rosnących na tym terenie.
We wsi znajduje się kościół w stylu podhalańskim, który jest siedzibą parafii rzymskokatolickiej pw. Matki Bożej Nieustającej Pomocy i Św. Rocha.